# Леопольд Сальватор Австрийский
Леопольд Сальватор Австрийский (нем. Leopold Salvator von Österreich, при рождении Леопольд Сальватор Мария Иосиф Фердинанд Франциск Карл Антон Пий Иоганн Баптист Януарий Алоиз Гонзага Райнер Венцель Галлус Австрийский нем. Leopold Salvator Maria Joseph Franz Ferdinand Karl Anton Johann Baptist Aloysius Gonzaga Pius Zhanuary Rainer Wenzel von Habsburg-Gallus Lotaringsy, 15 октября 1863, Брандис-над-Лабем-Стара-Болеслав — 4 сентября 1931, Вена) — австрийский эрцгерцог из Тосканской ветви династии Габсбургов.

## Биография
Леопольд Сальватор родился 15 октября 1863 года в Брандис-над-Лабем-Стара-Болеслав в Богемии и стал вторым ребёнком и первым сыном в семье эрцгерцога Карла Сальватора Австрийского из Тосканской ветви династии Габсбургов и его жены Марии Иммакулаты Бурбон-Сицилийской. В семье уже была старшая сестра эрцгерцогиня Мария Терезия. Со временем появились ещё восемь детей. При рождении ему было дано имя Леопольд Сальватор Мария Иосиф Фердинанд Франциск Карл Антон Пий Иоганн Баптист Януарий Алоиз Гонзага Райнер Венцель Галлус фон Габсбург-Лотарингский с титулом «Его Императорское и Королевское Высочество эрцгерцог Австрийский, принц Венгерский, принц Богемский, принц Тосканский».
Получил военную подготовку в Вене. Начал службу с лейтенанта, в 1892 году получил звание полковника, командовал 24-м пехотным полком во Львове, в сентябре 1894 года командовал 13-м артиллерийским полком в Загребе. В 1896 году получил звание генерала.
27 октября 1906 года был назначен фельдцейхмейстером и 20 апреля 1907 года стал генеральным инспектором артиллерии.
Леопольд Сальватор был военным изобретателем, посещал академии наук в Праге и Вене.
После падения австрийской монархии, республиканское правительство конфисковало все имущество семьи. Семья Леопольда Сальватора потеряла все своё состояние. Двое старших сыновей решили остаться в Австрии и принять республиканское правительство. Супруга с детьми эмигрировали в Испанию. В январе 1919 года они прибыли в Барселону, где прожили около десяти лет достаточно скромно.
В 1930 году семья вернулась в Австрию, при условии, что они не будут вмешиваться в политическую жизнь. Там он и скончался 4 сентября 1931 года в возрасте 67 лет.

## Брак и дети
24 октября 1889 года Леопольд Сальватор женился на испанской инфанте Бланке, дочери дона Карлоса Младшего, герцога Мадридского и претендента на трон Испании и Франции, и его супруги Маргариты де Бурбон-Пармской. Брак был заключен из династических соображений. Семья Леопольда Сальватора была очень богатой. Они владели двумя дворцами под Веной: Тосканским дворцом и Вильгельминенбергом. Лето обычно проводили в Италии, где Бланке принадлежала вилла в Виареджо. В браке родилось десять детей:
- Долорес (1891—1974) — замужем не была, детей не имела;
- Иммакулата (1892—1971) — супруга Нобеля Игино Нери-Сернер, детей не имела;
- Маргарета (1894—1986) — супруга Франциско Мария Талиани ди Марчио, детей не имела;
- Райнер (1895—1930) — умер от заражения крови, детей не имел;
- Леопольд (1897—1958) — был дважды морганатически женат, имел дочь от первого брака;
- Мария Антония (1899—1977) — была дважды замужем, имела пятеро детей от первого брака;
- Антон (1901—1987) — женился на румынской принцессе Илеане, имел шестеро детей.
- Ассунта (1902—1993) — супруга Иосифа Хопфингера, имела двух дочерей;
- Франц Иосиф (1905—1975) — был женат дважды морганатическими браками, имел дочь от второго брака;
- Карл Пий (1909—1953) — был женат на Кристе Сацгер де Балваниос, имел двух дочерей.

## Награды
- Королевский венгерский орден Святого Стефана (Австро-Венгрия);
- Королевский Викторианский орден (Великобритания);
- Орден Чёрного орла (Пруссия).